# Pokolj u Smoljancu 4. prosinca 1991.
Pokolj u Smoljancu je bio ratni zločin kojeg su počinile velikosrpske postrojbe za vrijeme Domovinskog rata 4. prosinca 1991. u selu Smoljancu u Lici, u plitvičkom kraju.
Selo Smoljanac je bilo etnički čisto hrvatsko selo.
U ovom ratnom zločinu srpske su paravojne postrojbe ubile 7 seljana i to u njihovim domovima.
Za tog su napada četnici zapalili jedinstvenu drvenu kapelicu sv. Ivana Kristelja u ovom selu.

## Vanjske poveznice
- HKV Što se događalo u Lici prije akcije Medački džep (članak iz Hrvatskog slova)
- Udbina Zločin u Smoljancu - nagrađeni zločin
- Smoljanac na fallingrain.html